# Skit (budowla)
Skit – odosobniona pustelnia mnichów pragnących prowadzić życie surowsze niż w monastyrach.
Słowo pochodzi od nazwy koptyjskiego miasta Σκήτις egipskiej kolebki życia monastycznego, zwanej obecnie Wadi an-Natrun, które przeszło do greckiego jako σκήτη (skete), lub też od ἀσκητής (askētḗs, “asceta”).

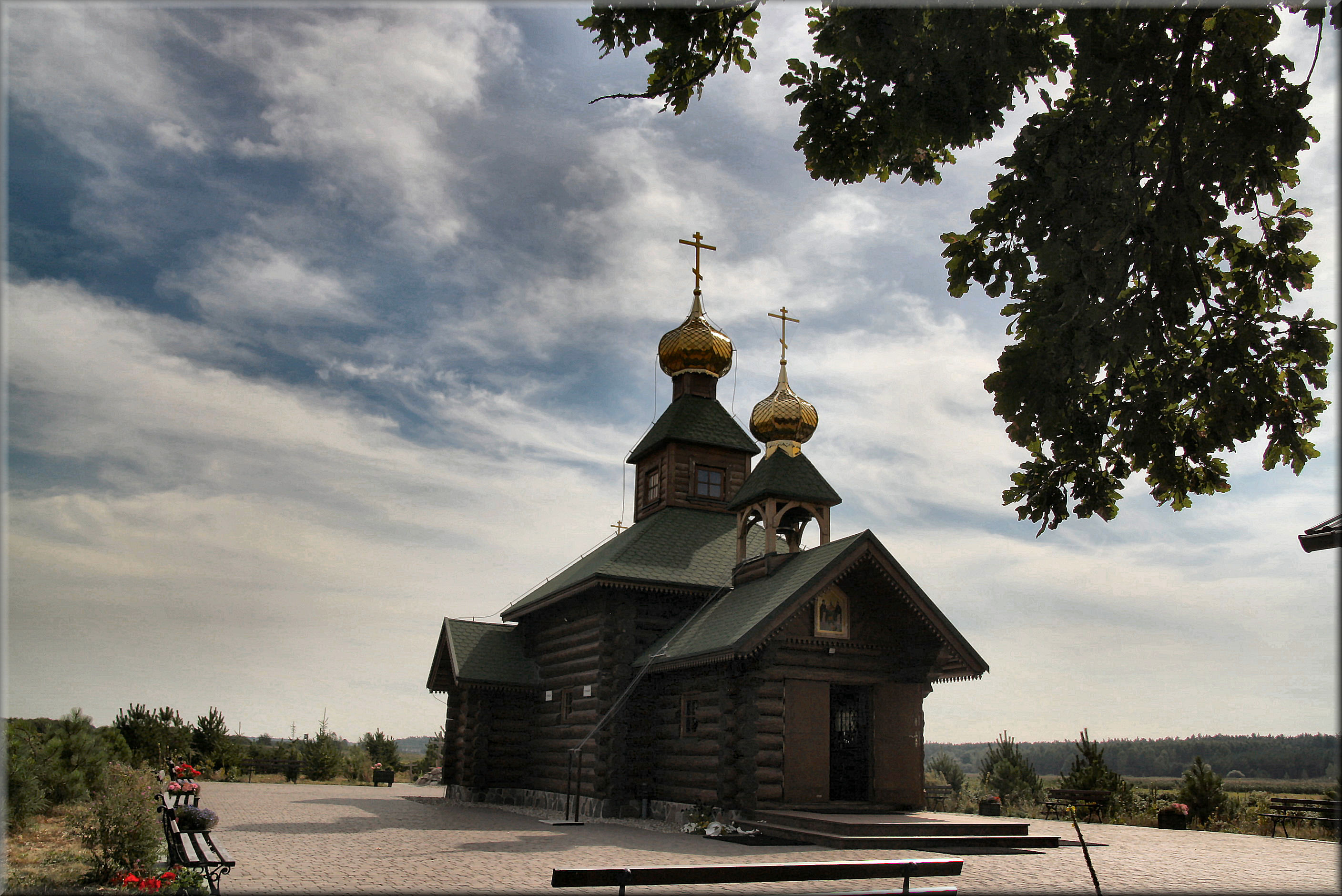
Cerkiew Opieki Matki Bożej w skicie w Odrynkach

Aby dodatkowo się umartwiać niektórzy mnisi nie mieszkali w skitach, lecz w znajdujących się w pobliżu jaskiniach lub szałasach w lesie.
Zwyczajowo większe monastery posiadały własne skity, na przykład ławra Poczajowska posiadała własny skit św. Jerzego na Kozackich Mogiłach, ławra Peczerska – skit Teofania. Istniały również samodzielne skity: najsłynniejszym z nich był Skit Maniawski.
We współczesnej Polsce istnieją dwa skity:
- męski skit Świętych Antoniego i Teodozjusza Pieczerskich w miejscowości Odrynki-Kudak[2];
- żeński skit św. Mikołaja Cudotwórcy w Holeszowie, podlegający monasterowi w Turkowicach[3][4].